# Гора Олімп (Марс)

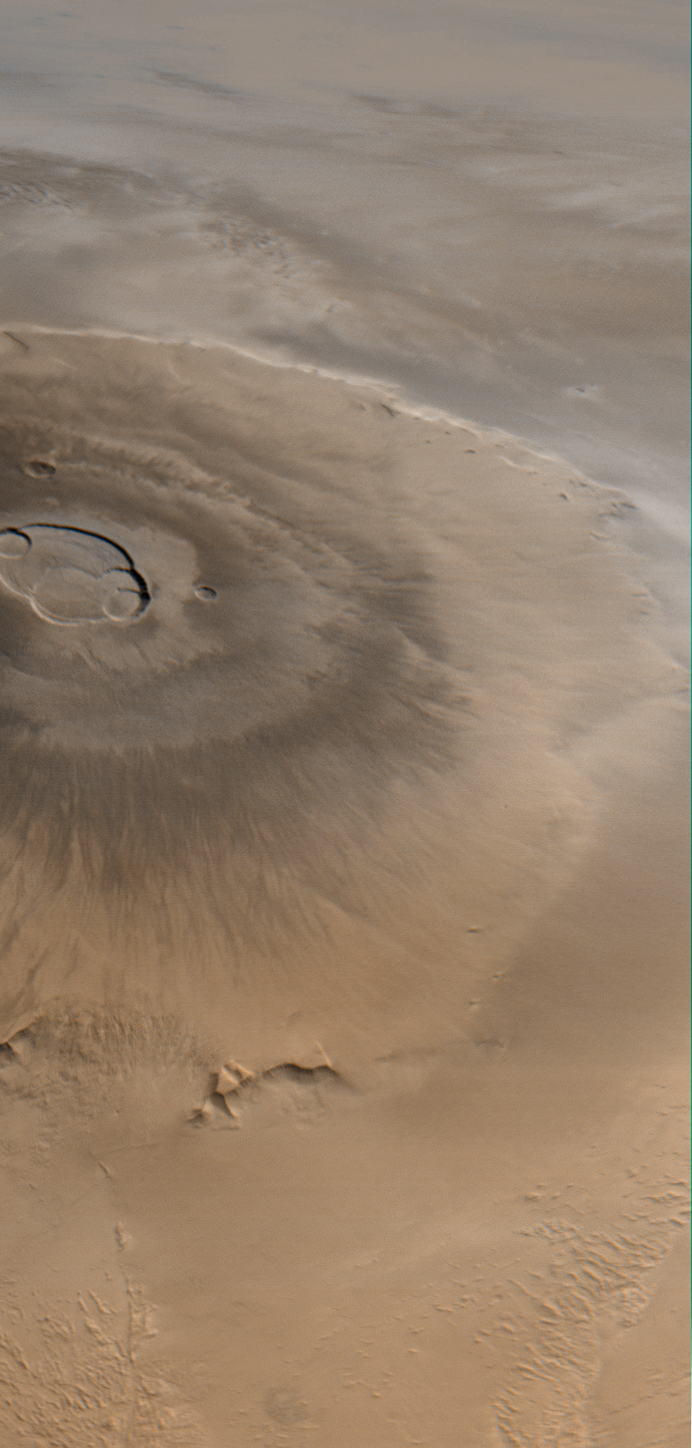
Олімп (фото Mars Global Surveyor)

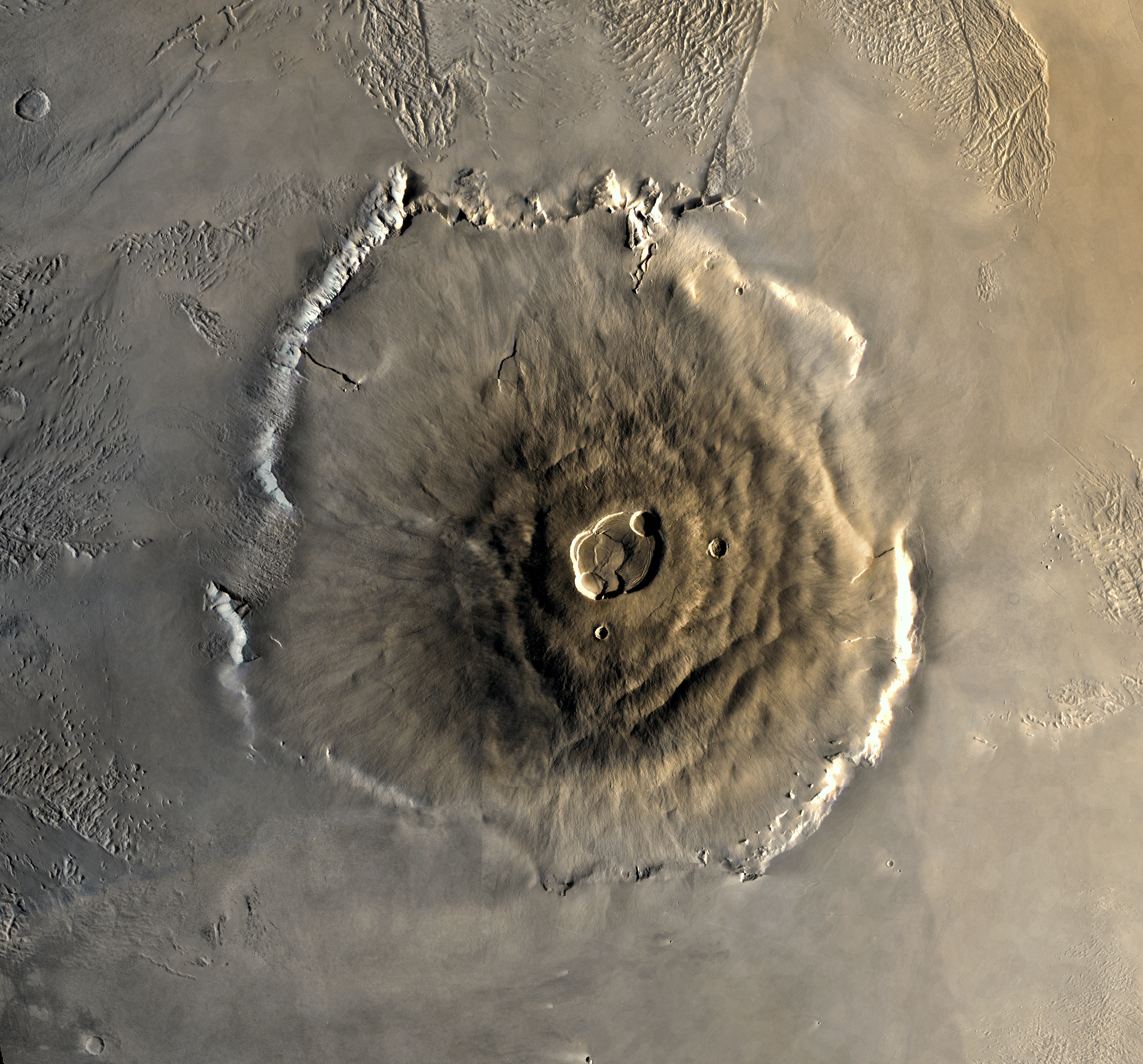
Олімп (фото «Вікінга-1»)

Гора Олімп (лат. Olympus Mons) — згаслий вулкан на Марсі, найвища планетарна гора в Сонячній системі. До польотів космічних апаратів (які показали, що Олімп — гора) це місце було відоме астрономам як Nix Olympica («Сніги Олімпу» — через більше альбедо).

## Опис
Висота Олімпу — 26 км від його основи. Це в кілька разів більше за найвищі гори на Землі. Олімп сягає до 540 км завширшки й має круті схили по краях висотою до 7 км. Причини утворення цих велетенських круч поки не знайшли переконливого пояснення.
Довжина вулканічної кальдери Олімпу — 85 км, ширина — 60 км. Глибина кальдери сягає 3 км завдяки наявності шести вулканічних кратерів, що перекриваються. Для порівняння — у найбільшого на Землі вулкана Мауна-Лоа на Гавайських островах діаметр кратера становить 6,5 км.
Атмосферний тиск на вершині Олімпу становить 72 Па, це лише 12 % від тиску, характерного для середнього рівня марсіанської поверхні — 610 Па. Для порівняння — тиск на вершині Евересту становить 33 % показника на рівні моря.
Олімп охоплює настільки велику площу, що його неможливо повністю побачити з поверхні планети (дистанція, потрібна для огляду вулкана, настільки велика, що він ховається через кривину поверхні). Тому повний профіль Олімпу можна побачити тільки з повітря або з орбіти. Якщо стати на найвищій точці вулкана, то його схил буде за обрієм[перевірити].

## Вулканізм

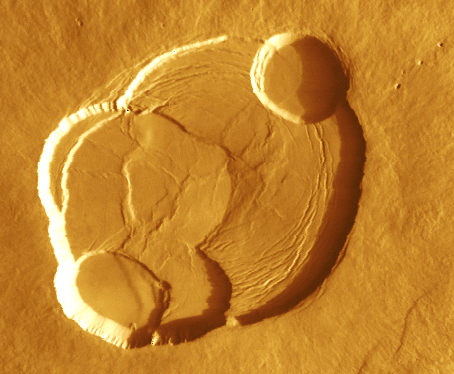
Кальдера й вулканічні кратери

Олімп — згаслий вулкан, який утворився потоками лави, що вивергалися з надр і затверділи. Оскільки ширина вулкана більш ніж на порядок перевищує його висоту, то виверження відбувалися тривалий час.
Аналіз знімків апарата «Марс-експрес» показав, що найсвіжіша лава на схилах Олімпу має вік ймовірно лише 2 млн років, тобто зовсім недавно за геологічними мірками. Таким чином, не можна виключати, що вулкан знову почне діяти. Велетенський розмір Олімпу свідчить про те, що Марс, імовірно, не має тектонічних плит подібно до тих, що є на Землі. Оскільки немає руху плит, то вулкан може існувати дуже довго. Вчені не виключають можливість мегавиверження Олімпу, яке сталося 3—4 мільярди років тому та повернуло вісь Марса на 20°. Це могло призвести до глобального похолодання та згодом — зникнення рідкої води.

## Оточення

Карта вулкана.

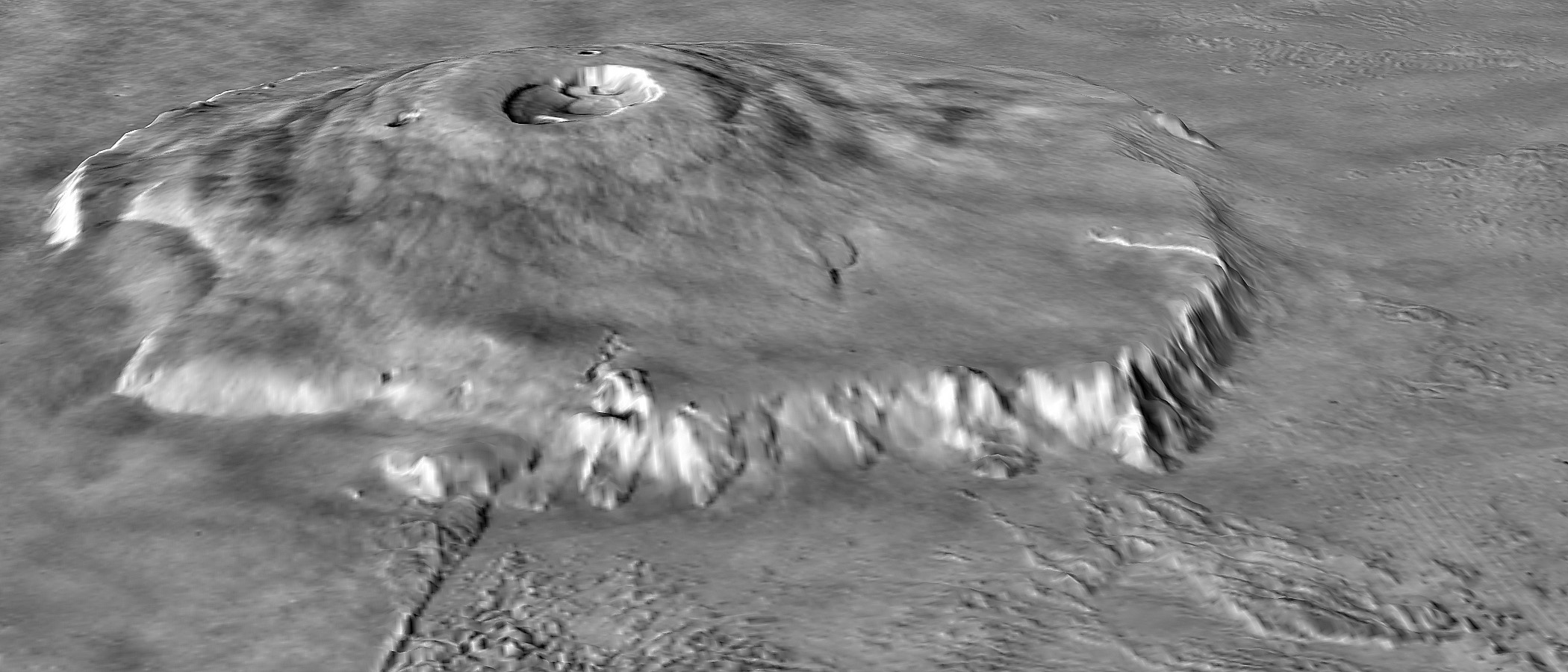
Панорама Олімпу із космічного апарата Марс Експрес, 2004

Олімп перебуває в районі Тарсис (або Фарсида), де розташовано кілька інших вулканів, зокрема, Арсія, гора Павича і Аскрійська гора, які також мають величезні розміри, хоча й поступаються Олімпу. Ці три вулкани перебувають на куполі (або плато) Тарсис, а Олімп розташований усередині западини Тарсис (глибиною 2 км).
Територія, що оточує вулкан, у багатьох місцях вкрита мережею невеликих хребтів і гір. Цю гірську систему називають Ореолом Олімпу. Ореол простягається на відстань до 1000 км від вершини у вигляді величезних «пелюсток». Походження Ореола є ще однією з марсіанських загадок. Одна з гіпотез пов'язує Ореол з руйнуванням схилів Олімпу, інша — з гіпотетичною льодовиковою активністю, згідно з ще однією гіпотезою — це залишки древніх лавових потоків, які зазнали руйнування й ерозії.
На деяких фотографіях ділянок Ореола, зроблених із високою роздільною здатністю, видно багато паралельних смужок — ярдангів (див. фото[недоступне посилання з липня 2019]). Ймовірно, їхній напрямок показує переважну спрямованість вітрів, що дмуть у цій місцевості. Ярданги зазвичай утворюються на поверхні, що легко зазнає ерозії, наприклад, за наявності вулканічного попелу.